# Dilbert

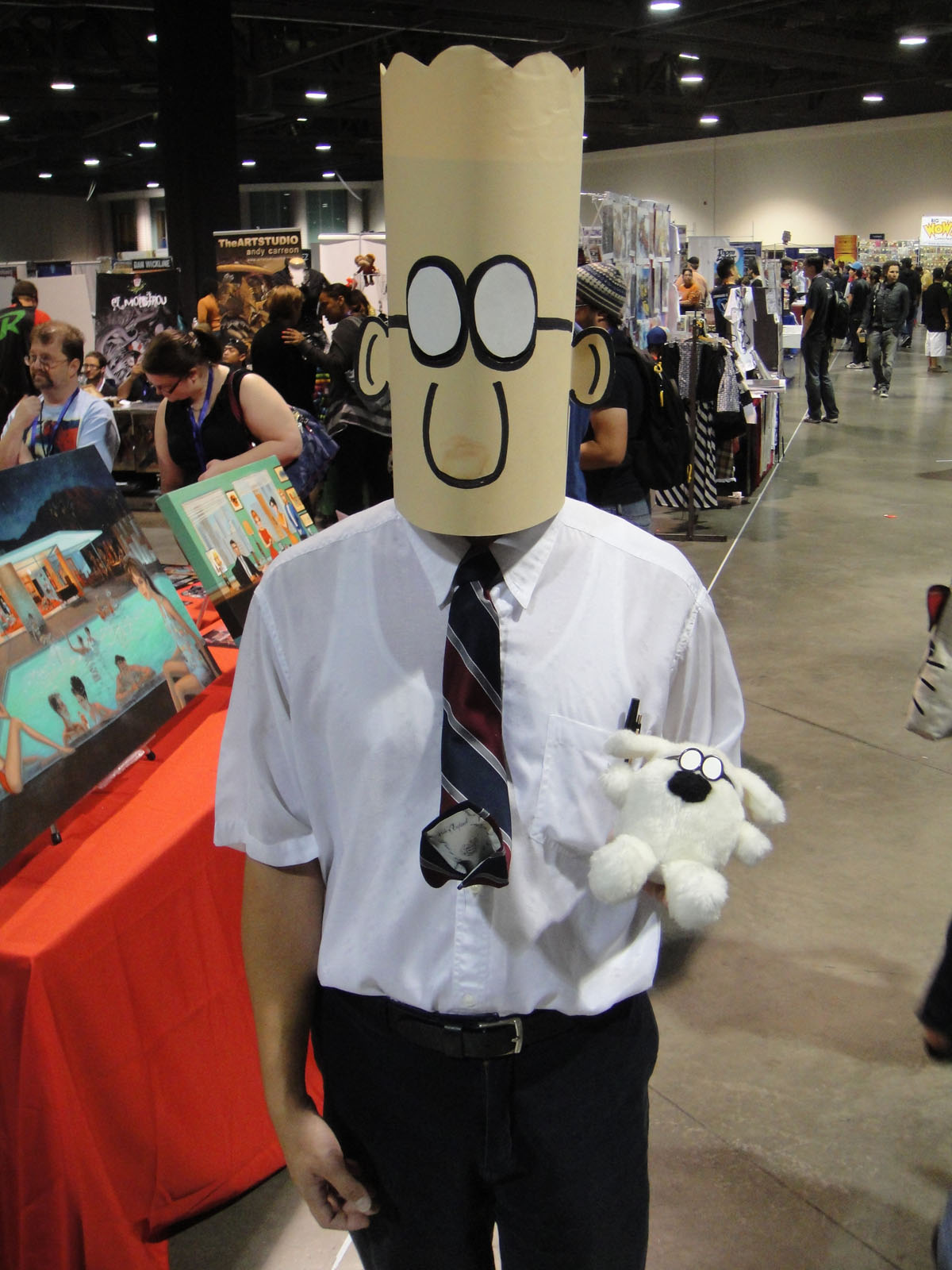
Recriação do Personagem Dilbert na vida real, segurando Dogbert, seu cão.

Dilbert é um personagem de tiras diárias criado por Scott Adams, publicado pela primeira vez em 16 de abril de 1989. Teve também um desenho animado que durou duas temporadas, que no Brasil era exibido pela extinta Fox Kids.
Scott Adams era economista na Pacific Bell, o que lhe deu uma enorme experiência em burocracia e na generalidade das "coisas absurdas" da vida empresarial. Foi vítima de um downsizing, mas encontrou uma excelente forma de vingança. Provando que a caneta é mais poderosa que a espada, os cartoons Dilbert, que satirizam a vida dos negócios, aparecem em cerca de 1550 jornais e revistas de todo o mundo.
Em fevereiro de 2023, vários jornais, incluindo o “Washington Post”, cancelaram a publicação de “Dilbert”, depois de o seu autor, Scott Adams, ter proferido comentários racistas.

## Personagens

### Dilbert
Tem 30 anos, é engenheiro e trabalha numa empresa californiana de alta tecnologia. Prefere os computadores às pessoas. Trabalha fechado em cubículos, veste roupas sem graça e a sua barriguinha revela as longas horas de trabalho sedentário. É o mais famoso da família Adams. Vive com o seu cão, Dogbert (se bem é mais exato dizer que seja Dogbert quem possui Dilbert, dada a relação debochadamente assimétrica entre os dois - por "assimétrica" leia-se: Dogbert manipula Dilbert sem que este perceba (ou reconheça).

### Dogbert
Parecido com Dilbert nos óculos e no "dom da palavra", é inteligente mas muito cínico (por "cínico" leia-se "realista". Sabe exatamente em que mundo vive e joga - melhor que os demais - segundo as regras). É consultor externo, trata as pessoas com desdém e adora demonstrar a sua superioridade intelectual (o que é deveras fácil, cercado que está de idiotas - tal qual o mundo real). A sua não-secreta ambição é escravizar os humanos (embora não a atinja porque, no fundo, sabe o desperdício de tempo que os humanos são. No final, é mais divertido e lucrativo planar acima das vãs expectativas destes "macacos pelados", usando de suas suscetibilidades para manipulá-los).
Popularmente conhecido por CãoBerto! (caoberto).

### Alice
Tal como Wally, está integrada na equipa de Dilbert, a que dá um toque feminino (se bem que as palavras "Alice" e "feminino" na mesma frase soe um tanto antitético). É a mais reivindicativa – quando os outros se calam, a sua voz continua a fazer-se ouvir.

### Chefe
É o pior pesadelo dos empregados. Não nasceu mau e sem escrúpulos, mas lutou arduamente para o conseguir. E teve sucesso. O seu nível de inteligência está muito abaixo do de todos os empregados - afinal, é por isso que é o chefe.

### Ratbert
É um optimista que só quer ser amado (um 'banana' enfim). É frequentemente envolvido nos esquemas diabólicos de Dogbert.

### Catbert
É o gestor de recursos humanos e diverte-se com manobras sádicas. É útil quando tem que dar más notícias (aliás, uma habilidade assaz útil no mundo corporativo: a capacidade de não dar a mínima para os sentimentos dos envolvidos) – demitir pessoas é sua prática mais frequente.

### Wally
Engenheiro integrado na equipe de Dilbert, de quem é colega inseparável e com quem partilha as frustrações do dia-a-dia. Está também sujeito aos caprichos do chefe. Vive o tempo todo com sua caneca de café.

### Bob
Afinal, os dinossauros não estão extintos. Bob vive escondido na casa de Dilbert e é o companheiro de Dogbert. Procura constantemente por emprego.

## Outros elementos

### Países
A República da Elbonia é um país fictício supostamente localizado nos Balcãs, presente nas tirinhas diárias Dilbert e Plop: o Elboniano Careca ambas  de Scott Adams. É retratado como um país extremamente pobre, do Quarto Mundo, que abandonou o comunismo recentemente. A maior parte da nação é coberta por lama até a altura da cintura, e os habitantes a usam para construir suas residências.
Elbonia apresenta alguma semelhanças com uma das vertentes da tirinha Li'l Abner, do autor Al Capp: uma nação chamada Baixa Slobbovia, localizada na Sibéria, cujos cidadãos são invariavelmente apresentados com neve e gelo na altura da cintura.
A ave-símbolo da Elbonia é o Frisbee. Há também "doninhas da lama", que como o nome diz vivem na lama, e podem morder pessoas.